# Ankai
Anhui Ankai Automobile Co., Ltd. (abréviation : Ankai) est un fabricant chinois d'autocars et d'autobus. Fondée en 1997, la société est l'un des plus grands fabricants de grands bus électriques au monde.

## Histoire
Anhui Ankai Automobile Co., Ltd a été fondée le 22 juillet 1997 et a été cotée à la bourse de Shenzhen, la deuxième plus grande bourse de Chine, trois jours plus tard. Un accord de licence pour la construction d'autobus à carrosserie autoportante est signé avec la marque d'autobus Setra, qui appartient désormais à EvoBus, filiale de Daimler. Ankai devient ainsi la première entreprise en Asie à produire ce type de carrosserie, également appelée monocoque. Juste un an plus tard, en novembre 1998, le 500e bus est fabriqué.
En 2001, le contrat de licence avec EvoBus a été prolongé de dix ans. Ce contrat a permis à Ankai de produire le modèle d'autocar SETRA S 315, lauréat du prix de l'autocar de l'année. La même année, la construction d'une nouvelle usine automobile à Hefei a débuté. Avec une capacité de production initiale de 1 000 véhicules par an, le plus grand site de production d'autocars de confort en Chine est créé. La production sous licence du S 315 sous le nom d'Ankai Setra HFF6120K35(S315) a commencé dès novembre 2002. Dans les années qui ont suivi, Ankai a joué un rôle clé dans la construction du réseau national de bus longue distance avec des véhicules modernes répondant aux normes occidentales de confort et de sécurité. En septembre 2002, les services de bus réguliers entre la Mongolie-Intérieure et la capitale Pékin ont commencé à utiliser des bus Ankai-Setra. Cela représentait également l'une des premières lignes de bus longue distance rapides et confortables en Chine.
En mars 2008, un bus Ankai (le premier constructeur de bus chinois) a reçu la certification de sécurité et d'environnement de l'Autorité australienne des transports. Ce certificat, qui correspond en grande partie aux exigences élevées de la réglementation ECE, a constitué une étape décisive pour le développement futur de l'entreprise : Il a permis l'accès aux marchés européens lucratifs, qui sont toutefois fortement réglementés en termes de spécifications techniques. Une autre étape importante dans l'histoire de l'entreprise a été la vente de 11 autobus à deux étages d'Ankai à la société Big Bus en juin 2010. C'était la première fois que des bus en provenance de Chine pénétraient sur le marché américain ; cette opération a été précédée de longues négociations avec les autorités d'homologation et d'importation. Le prix unitaire était de 2 millions de RMB. Les bus ont été peints avec des drapeaux américains surdimensionnés et sont utilisés comme bus touristiques à Las Vegas et San Francisco. La même année, des bus à deux étages ont été vendus sur le marché sud-africain, qui était jusqu'alors dominé par les modèles britanniques.
En 2022, Ankai s'associe à JAC Motors et BYD pour construire une usine de batteries électriques. 